# المركز الألماني للأرصاد الجوية
المركز الألماني للأرصاد الجوية (بالألمانية: Deutsches Klimarechenzentrum)‏ يعد (DKRZ) الذي يتخذ من مدينة هامبورغ مقرا له من بين أكبر المراكز المعلوماتية على الصعيد العالمي كما أنه يعتبر بمثابة مختبر متخصص في بحث تقلبات المناخ الجوي. إن المؤسسة الفوق إقليمية للأبحاث المناخية والأنظمة الأرضية بألمانيا لتسعى لتحقيق أهداف ربحية بل تهتم بدعم الخبراء بالبيانات الضرورية والمحاكاة النموذجية.

## الروابط الخارجية
- الموقع الرسمي للمركز

‌